# أيلا سيليك
أيلا سيليك (بالتركية: Ayla Çelik)‏ هي ملحنة ومغنية وشاعرة تركية، ولدت في 29 أكتوبر 1973 في إسطنبول في تركيا.